# Възкресение Христово (Рабат)
„Възкресение Христово“ (на руски: Церковь Воскресения Христова) е православна църква в град Рабат, столицата на Мароко. Храмът е част от енория „Руска Православна Църква в Мароко“.
През 1920-те години в Мароко пристигат емигранти от Източна Европа. Сред тях има и руснаци, бягащи от извършените в Русия промени след Октомврийската революция. За духовното им обгрижване архиереят на Западноевропейската епархия на Руската православна църква – митрополит Евлогий (Георгиевски), изпраща в Мароко руския йеромонах Варсонофий (Толстухин), който временно е пребивавал в Рилския манастир и написал акатист на св. Йоан Рилски.
Йеромонахът организира енория, която е регистрирана през 1927 г. с името „Православна църква и руски дом в Мароко“. Всичко това става и с благословението на александрийския патриарх Мелетий (Метаксакис).
В същото време тежка болест застига един от знатните жители на Рабат, изповядващ исляма. Виждайки че тогавашната медицина не му помага особено, Шериф Хюсейн Джебли моли своята руска съпруга да извика отец Варсонофий, за да се помоли за неговото оздравяване. След като православният духовник извършва молебена, мюсюлманинът оздравява. В знак на благодарност той дарява част от земята си за строежа на православна църква.
На 6 юли 1931 г. се поставя първият камък. Храмът е осветен на 13 ноември 1932 г. В деня на освещението отец Варсонофий е въздигнат в сан архимандрит. След месец е построена и камбанарията. Митрополит Евлогий пише за „исторически важното събитие – възобновяване на православието в тази част на Африка“.
През 1933 г. към храма е учреден и благотворителен комитет, който да подпомага живеещите в Мароко православни християни. През 2011 г. храмът е изографисан и украсен с нов каменен иконостас. Пълното обновяване на храма завършва през 2015 г.